# Diabatou (Piéla)
Pour les articles homonymes, voir Diabatou.
Diabatou est une localité située dans le département de Piéla de la province de la Gnagna dans la région Est au Burkina Faso.

## Géographie
Diabatou est situé à 27 km à l'Est de Piéla, à 9 km au Sud-Ouest de Margou et à 2 km au Nord de Kogodou dans le département voisin de Bilanga.

## Santé et éducation
Diabatou accueille un centre de santé et de promotion sociale (CSPS).